# 페니

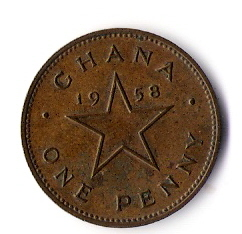
가나의 1페니 견본

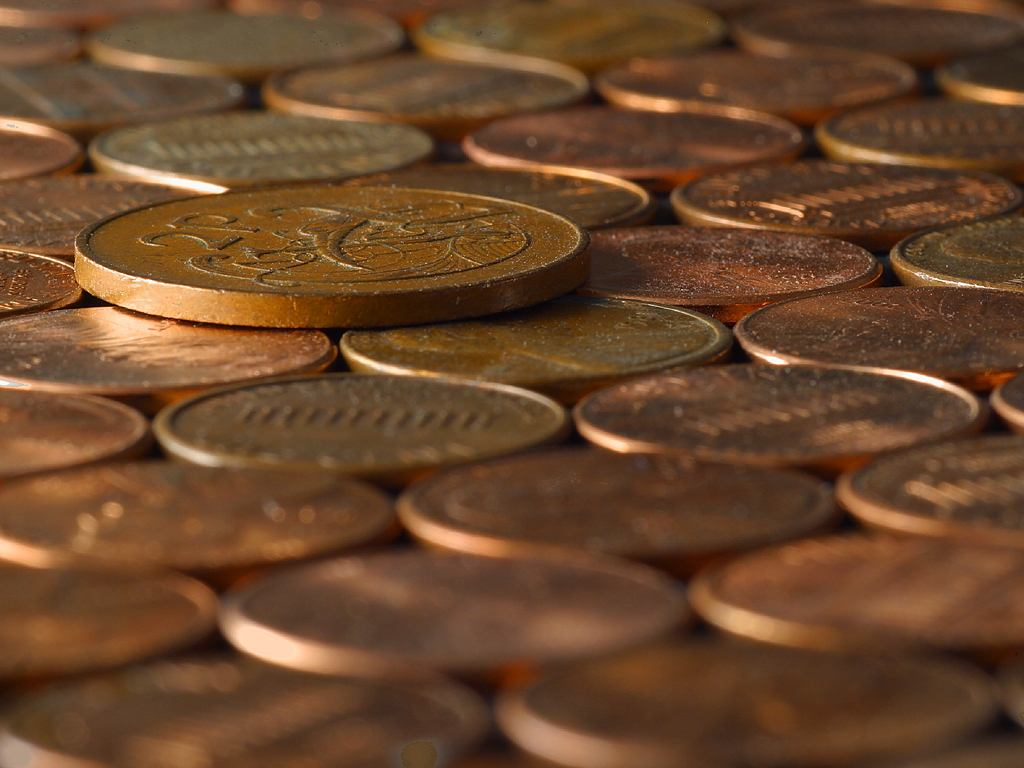
아일랜드 2 펜스 짜리와 미국 센트 등 잔돈 동전 모음

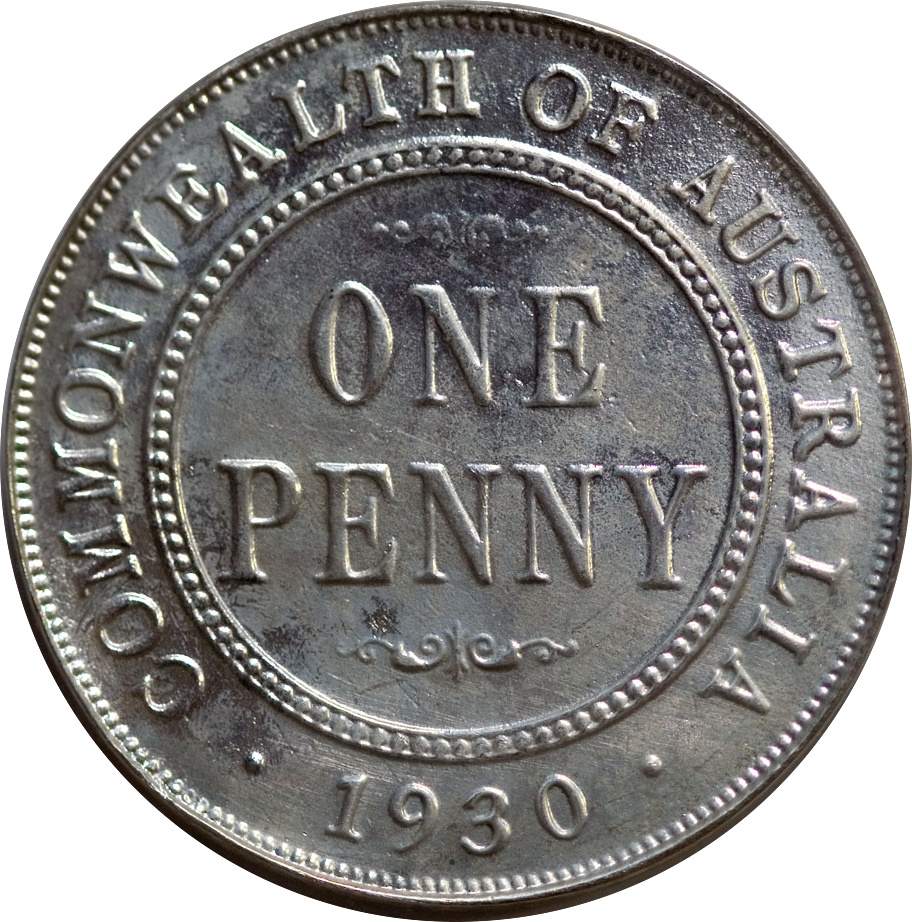
1930년 오스트레일리아 페니 은 복제품

페니(영어: penny)는 영국 몇몇 영어권에서 쓰는 동전(복수는 영어: pennies, 페니즈) 혹은 통화(복수는 영어: pence, 펜스) 단위다. 현재 액면 단위로는 최소 단위다. 현재 영국에서는 1/100 파운드이며, 다른 영어권 국가에서는 조금씩 다른 경우도 있다.

## 기원과 발달과정
옛날에는 페니와 그리스 드라크마는 같은 가치를 가졌다. 이후에는 로마 은전인 애스와 같이 쓰였다.
영국이 로마 지배를 받던 때에는 로마제국의 화폐 단위를 썼다. 이후 앵글로색슨족이 정착하고 그들의 왕국을 건설하면서 옛 로마나 프랑크 제국이 만든 모양을 본딴 금화를 만들기 시작했다.
그 재정구조는 몇가지 심각한 결점을 지녔다.
1. 금은 가치가 커서 아무리 작은 동전이라도 단위가 높아 금화는 큰 거래에만 쓸 수 있었다.
2. 금은 매우 귀해서 엄청나게 큰 거래에는 충분한 양의 금화를 공급하기가 어려웠다.

서기 641년과 670년 사이의 앵글로색슨족에게는 이런 문제점 때문에 동전을 순수한 금화로 만들어 쓰기가 어려웠다. 금화는 점점 보기 어려워져 가치가 떨어졌지만, 금을 구할 수 없어 동전을 만들지 못했다.

### 첫 페니
서기 680년 경에 새로운 모양의 새트(영어: sceat) 혹은 새타즈(영어: sceattas 복수형)라 부르는 조그마한 은전이 나타났는데, 여전히 비싼 금속이였다. 이 새 동전이 실제로 페니라고 불렸다.

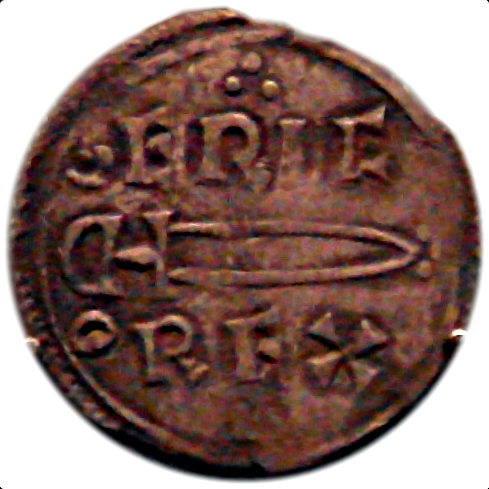
에릭 브러댁스의 동전. 전설의 에릭 렉스(에릭왕)

노섬브리아 왕국에서는 주교 에드버트 및 그 형인 대주교 엑버트의 이름으로 은전으로 페니를 만들었다. (실링은 오래된 영국 동전 중의 하나로 페니보다 먼저 만들어졌다.)

### 구리
1793년 미국에서 처음 구리로 만든 페니(체인센트)를 만들었다.

### 청동
1860년에는 영국 청동 페니가 구리를 대신하게 되었다. 정확히는 구리 95%, 아연 4%, 납 1%로 된 합금이였다. 무게도 조금 가벼워져서 1파운드 청동으로 페니 동전 48개를 만들수 있는 반면에, 1파운드 구리로는 페니 동전 24개를 만들 수 있었다.

## 같이 보기
- 못
- 일본 엔